# Burn The World
Burn The World är det kommande andra studioalbumet med det svenska bandet AC4. Skivan släpps den 18 mars 2013 som CD och LP på Ny våg Records (Ny Våg #133) i Sverige och på Deathwish Inc. (DW145) i USA.
Titellåten är skriven efter gitarristen Karl Backmans besök på Tjernobyls kärnkraftverk. 

## Låtlista
1. Curva Del Diablo
2. Who's The Enemy
3. All Talked Out
4. Die Like A Dog
5. Morality Match
6. Bullet For Your Head
7. Don't Belong
8. Diplomacy Is Dead
9. Burn The World
10. Eye For An Eye
11. I Won't Play Along
12. Breakout
13. Extraordinary Rendition
14. I Don't Want It - I Don't Need It
15. Off The Hook
16. Left You Behind[5]

## Video
En officiell video till låten Curva del Diablo filmades på Verket i Umeå och regisserades av Robin Westman. Som andra video från skivan släpptes titellåten Burn the World till en animerad film av Jonathan Lindley.